# Soodevahe (Saaremaa)
Soodevahe is een spookdorp in de Estlandse gemeente Saaremaa, provincie Saaremaa. De plaats heeft nog steeds de status van dorp (Estisch: küla), maar telde al in 2011 geen permanente inwoners meer. In 2021 was het aantal inwoners ‘< 4’.
Tot in oktober 2017 lag Soodevahe in de gemeente Torgu. In die maand ging Torgu op in de fusiegemeente Saaremaa.
Soodevahe ligt op het schiereiland Sõrve, onderdeel van het eiland Saaremaa.

## Geschiedenis
Soodevahe ontstond rond 1900 als nederzetting op het terrein van het voormalige landgoed Torgu. In 1977 werd het dorp bij het buurdorp Mäebe gevoegd. In 1997 werd het weer een zelfstandig dorp.